# Бруно Морейра
Бруно Морейра (на португалски: Bruno Moreira) е португалски професионален футболист, нападател, който към януари 2021 г. играе за португалския тим на СК Портимоненсе.

## Кратка спортна биография
Роден в село Ландим, окръг Брага, Морейра преминава през школите на грандовете Порто и Брага. В мъжкия футбол започва като аматьор в тима на ГД Жоан, след което продължава кариерата си през следващите пет сезона в португалската Сегунда Лига, с тимовете на Варзим и Морейренсе.
През лятото на 2012 г. преминава в португалската Премиер лига, където играе с екипа на СД Насионал. През 2013 година е даден под наем на българския тим на ПФК ЦСКА (София), но е освободен през януари 2014 г., като подписва договор с тима на ГД Чавес от втората дивизия на Португалия.
На 16 юни 2014 г. Морейра се премества в ФК Пасош де Ферейра с двугодишен договор.
Морейра напуска Португалия в посока Тайланд, като подписва с шампиона на страната Бурирам Юнайтед на 17 май 2016 г. Завръща се в Португалия през следващата година, където продължава да играе за ФК Пасош де Ферейра, а по-късно и за ФК Рио Аве.
От януари 2021 година е част от тима на СК Портимоненсе.